# Epidemic Sound
 (juin 2021).
Epidemic Sound est une société suédoise de bandes sonores librement réutilisables basée à Stockholm, en Suède.
La société a été créée en 2009 par Peer Åström, David Stenmarck, Oscar Höglund et Jan Zachrisson,.
Il fournit une bibliothèque de plus de 50 000 bandes sonores pour un abonnement aux artistes et fournit également la musique de fond aux espaces publics, restaurants, hôtels, centres commerciaux et parkings,. La société partage la moitié des revenus du streaming musical avec les compositeurs et conserve les droits exclusifs sur leurs chansons.